# کک نفتی

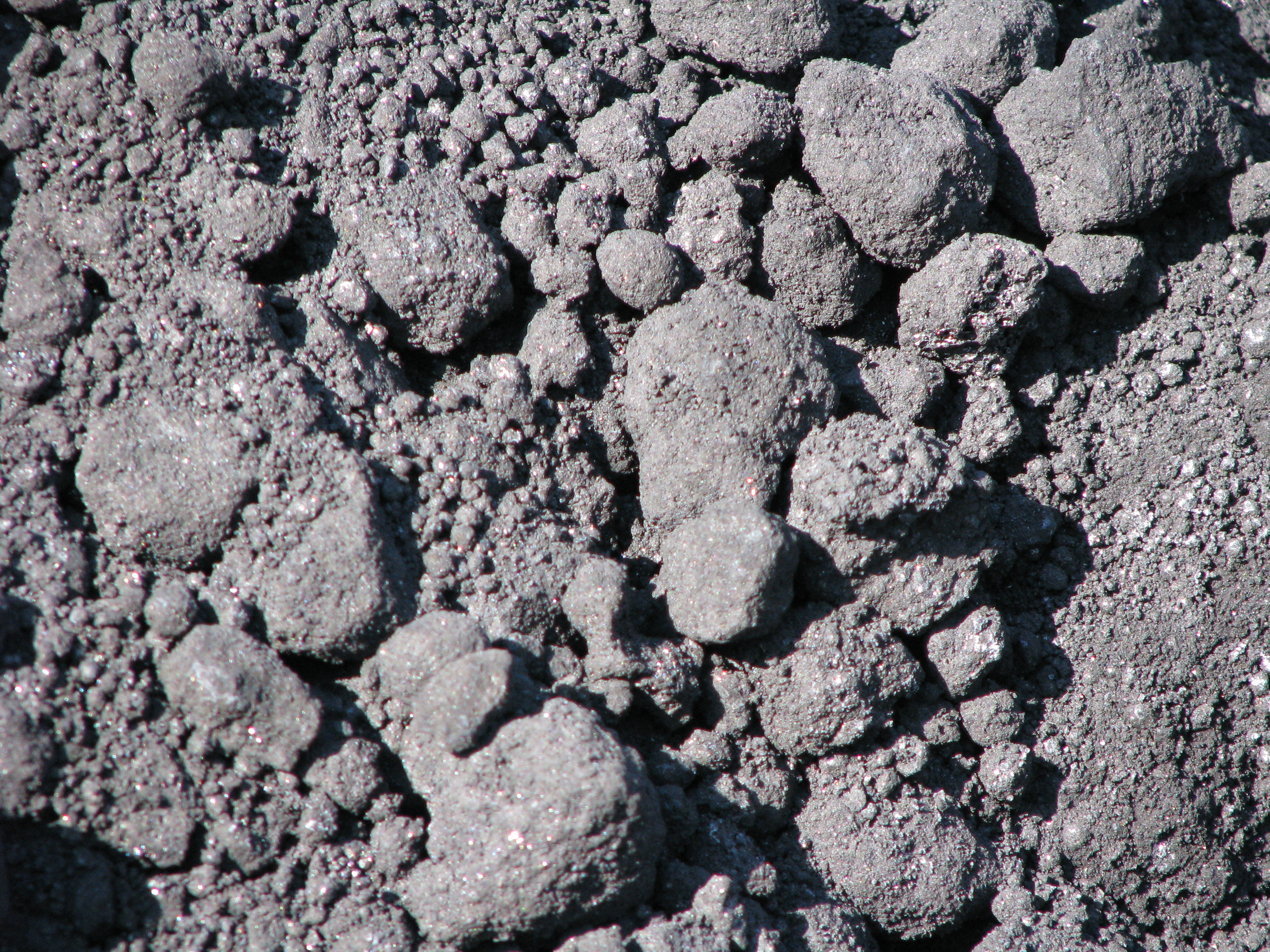
کک نفتی

کک نفتی (به انگلیسی: Petroleum coke) ماده جامد نهایی غنی از کربن است که از فرایند پالایش نفت حاصل می‌شود و گروهی از سوخت‌ها بشمار می‌آید که به عنوان کک‌ها شناخته می‌شوند. کک نفتی به‌طور خاص از یک فرایند نهایی کراکینگ حاصل می‌شود که از فرایندهای مهندسی شیمی بشمار می‌آید و هیدروکربن‌های زنجیره‌ای نفت را در بخشی بنام واحد کوکر، به زنجیره‌های کوتاه‌تر تقسیم می‌کند. عبارت دیگر، کک نفتی محصول کربونازیسیون برش‌های سنگین هیدروکربنی نفت با دمای جوش بالا است. همچنین در فرایند تولید نفت خام مصنوعی از بیتومن استخراج شده از ماسه‌های نفتی کانادا و میدان نفتی اورینوکوی ونزوئلا نیز کک نفتی تولید می‌شود.
کک نفتی میزان ارزش حرارتی بالاتری نسبت به کک متالورژی دارد. میزان خاکستر آن کمتر است. به علت شرایط بسیار شدید حرارتی که کک نفتی در آن تولید می‌شود، میزان بسیار کمی ماده فرار سوختنی دارد، در نتیجه این کک به علت میزان کم ماده فرار، بسیار سخت در حالت سوختن قرار می‌گیرد. کک نفتی به دست آمده که تکلیس نشده باشد، کک سبز نیز نامیده می‌شود و بیشتر به عنوان سوخت مورد استفاده قرار می‌گیرد. در نهایت کک خام به کک کلسینه شده تبدیل می‌شود که دارای میزان کربن تثبیت شده بالا، خاکستر کم و گوگرد بسیار کم است.
کک نفتی به همراه الکترود گرافیتی از مواد مورد نیاز برای صنعت فولاد است. در جدول زیر کاربرد انواع کک‌ها در صنایع گوناگون آمده‌است:
| درصد | نوع کک               | انواع کاربردها                                                          |
| ---- | -------------------- | ----------------------------------------------------------------------- |
| ۳۰٪  | کک نفتی کلسینه شده   | Aluminum Anods Tio2 pigment Carbon Raiser Shynthetic Grafite Electrodes |
| ۲۵٪  | کک متالورژی          | Blast furnaces Foundries Gas coke ovens silicone                        |
| ۴۵٪  | سوخت و دیگر کاربردها | Cement Utilities Refineries Paper Manufacturing                         |

## ترکیب
بسته به خوراک نفتی استفاده شده، ترکیب کک نفتی ممکن است تغییر کند ولی درصد عمدهٔ آن از کربن است. در کک نفتی خالص درصد کربن به ۹۸–۹۹٪ جرمی نیز می‌رسد که ترکیبی پایه کربن است که هیدوژن آن را پر کرده‌است. درحالی‌که در کک خام هیدروژن می‌تواند ۳ تا ۴ درصد جرمی کک را نیز تشکیل دهد. همچنین ۰٫۱ تا ۰٫۵ درصد نیتروژن و ۰٫۲ تا ۶ درصد گوگرد نیز در کک خام وجود دارد که در فرایند تکلیس حذف می‌شوند.
| ترکیب درصد (درصد وزنی) | آمریکا | آلمان | داخلی | محدوده استاندارد |
| ---------------------- | ------ | ----- | ----- | ---------------- |
| خاکستر                 | ۰٫۷۳   | ۰٫۲۶  | ۰٫۳۷  | ۱–۰٫۱            |
| سولفور                 | ۱٫۰۲   | ۰٫۴۶  | ۲٫۰۷  | ۶–۰٫۲            |
| دانسیته توده           | -      | -     | ۱٫۲۱  | ۱٫۶–۱٫۲          |
| کربن ثابت              | ۸۸٫۶   | ۸۸٫۲  | ۸۷٫۳  | ۸۰–۹۵            |

در جدول زیر ترکیب مواد موجود در کک خام و کک کلسینه شده مقایسه شده‌است:
| ترکیب درصد (درصد وزنی) | کک سبز   | کک کلسینه شده |
| ---------------------- | -------- | ------------- |
| کربن ثابت              | ۸۰–۹۰    | ۹۸–۹۹٫۵       |
| هیدروژن                | ۳–۴٫۵    | ۰٫۱           |
| نیتروژن                | ۰٫۱–۰٫۵  | -             |
| سولفور                 | ۰٫۲–۶    | -             |
| مواد فرار              | ۵–۱۵     | ۰٫۲–۰٫۹       |
| رطوبت                  | ۰٫۵–۱۰   | ۰٫۱           |
| خاکستر                 | ۰٫۱–۱    | ۰٫۰۲–۰٫۷      |
| دانسیته توده           | ۱٫۲–۱٫۶  | ۱٫۲–۱٫۹       |
| فلزات (ppm)            | ۲۵۴–۷۸۰۰ | ۲۵۴–۷۸۰۰      |

## انواع
بر اساس نوع خوراک واحد و جزئیات فرایند کک سازی، کک‌های متفاوتی به دست می‌آیند که شامل:

### ۱- کک دانه‌ای

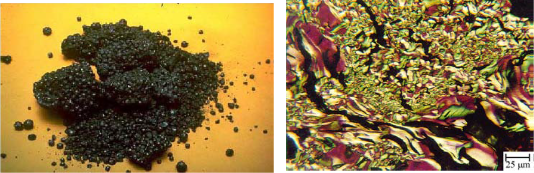
کک دانه‌ای و ساختار میکروسکوپی آن

نیاز به خوراکی با غلظتهای زیاد آسفالتین و گوگرد، فشار پایین محفظه تأخیر و دمای زیاد محفظه است. خوراکی که محتوی اکسیژن زیادی باشد نیز می‌تواند سبب تولید کک دانه‌ای شود. هنگامی که محتوی آسفالتین خوراک در مقایسه با کربن کنرادسون آن بالا باشد، کک دانه ای تولید می‌شود. عموماً خوراک‌هایی که از باقی مانده‌های تحت خلأ و ضایعات قسمت‌های مختلف پالایش به دست می‌آید، می‌تواند سبب تولید کک دانه‌ای شود.
هنگامی که هیدروکربن‌های سبک در ظرف فلش می‌شوند، گلوله‌های کوچکی از قیر در جریان گاز معلق می‌شوند که این ذرات در اثر حرارت تولیدی از پلیمریزاسیون آسفالیتن سریعاً تبدیل به کک دانه‌ای شده و ته‌نشین می‌شود؛ ابعاد آنها نیز حدود ۲ تا ۵ میلی‌متر بوده و در برخی موارد که به هم بچسبند تا ۲۵ سانتی‌متر می‌شوند.

### ۲- کک اسفنجی

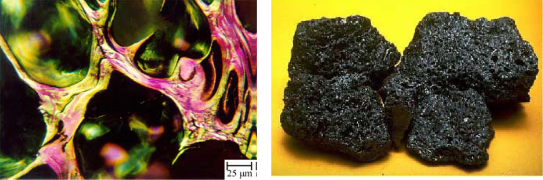
کک اسفنجی و ساختار میکروسکوپی آن

کک اسفنجی به خاطر ظاهر شبیه اسفنج به این نام خوانده می‌شود و از VRC دارای محتوی آسفالیتن، گوگرد و فلزات کم تا متوسط است، تولید می‌گردد. وجود فلزات سبب ایجاد آلودگی در محصول آلومینیوم بدست آمده می‌شود. اگر کک اسفنجی سفت و سخت باشد به عنوان کک اسفنجی ایده‌آل برای تولید آند در نظر گرفته می‌شود و برای تولید آند کربنی جهت استفاده در صنایع آلومینیوم سازی تکلیس می‌گردد. در غیر این صورت، از کک اسفنجی به دست آمده می‌توان به عنوان سوخت استفاده نمود.
بزرگ‌ترین مشکل برای تولید آند کربنی، کاهش مواد فرار در محصول است که باید میزان آن را به کمتر از ۰٫۵ درصد برسانند. میزان فلزات و گوگرد در هنگام فرایند تصفیه نفت خام به خوبی قابل کنترل است اما کنترل مواد فرار در مرحله کک سازی انجام می‌شود. برای این منظور کنترل دمای محفظه کک سازی بسیار مهم است. هرچه زمان ماند در محفظه بیشتر باشد باعث کاهش بیشتر مواد فرار می‌شود. عایق کردن محفظه‌ها و لوله‌های انتقال به خصوص در قسمت بالای محفظه، عامل مهمی در کاهش مواد فرار است.

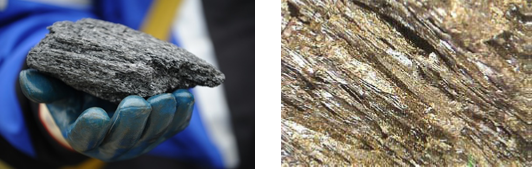
کک سوزنی و ساختار میکروسکوپی آن

### ۳- کک سوزنی
کک سوزنی از خوراکی که دارای آسفالتین نیست به دست می‌آید که برای ساخت الکترودهای گرافیتی برای کوره قوس الکتریکی ساخت فولادبه کار می‌رود و قیمت بالایی دارد. روغن Decant، با خاصیت آروماتیکی بالا که از فرایند FCC بدست آمده و ته‌مانده بدست آمده فرایند تجزیه حرارتی جزء خوراک‌های تولید این کک است. این کک نیاز به خوراک مناسب، عملیات کک‌سازی مخصوص و روش تکلیس خاصی است. به‌طور مثال میزان گوگرد بایستی کمتر از ۰٫۶ درصد بوده و نیتروژن موجود در خوراک نیز بایستی کم باشد تا از پدیده تورم puffing (انبساط برگشت‌ناپذیر الکترود در هنگام گرافیت سازی) در دمای بالا جلوگیری شود. یک خصوصیت مهم کک سوزنی ضریب انبساط حرارتی پایین است که باید تا ۲۸۰۰ درجه سانتی گراد را تحمل کنند.

## اهمیت کک سوزنی[۴]
کک نفتی تولید شده توسط روش کک سازی تأخیری (این روش در ادامه توضیح داده خواهد شد) سالانه ۹۱ میلیون تن است که ۶۸ میلیون تن از این مقدار به عنوان سوخت به صورت کک سبز فروخته می‌شود و ۲۳ میلیون تن باقی مانده وارد فرایند تکلیس یا کلسیناسیون می‌شود. این فرایند باعث تولید سالانه ۱۸ میلیون تن کک کلسینه می‌شود. ۱۴ میلیون تن کک کلسینه برای آند کک، ۳ میلیون تن در صنایع ریخته‌گری و تنها ۱ میلیون تن به صورت کک سوزنی در ساخت گرافیت استفاده می‌شود.
دلایل زیر را می‌توان برای اهمیت کک سوزنی بیان کرد:
1. کک سوزنی بهترین فروش بازار را بر واحد تن دارد.
2. تنها منابع محدودی از منابع نفتی دارای مشخصات مولکولی و شیمیایی مناسب برای تولید کک سوزنی هستند.
3. بیشترین هزینه فرایند تولید کک مربوط به تولید کک سوزنی است.
4. الکترودهایی که از کک سوزنی به عنوان ماده اولیه ساخته می‌شوند می‌توانند دمای ۳۰۰۰ درجه سانتیگراد را تحمل کنند ولی الکترودهای تولید شده از کک اسفنجی تنها تا ۹۶۰ درجه سانتیگراد مناسب هستند.
5. کک سوزنی دارای ضریب انبساط حرارتی (CTE) پایینی است.

## کاربردهای کک نفتی[۲]
در ابتدا صرفاً به دید یک سوخت مانند زغال سنگ به آن نگاه می‌شد. امروزه در دو نوع خام (سبز) و تکلیس شده به فروش می‌رسد که خام آن به عنوان سوخت مورد استفاده قرار می‌گیرد زیرا مقدار گوگرد و خاکستر آن زیاد است و کاربرد دیگری نمی‌توان برای آن متصور شد. از این کک در صنایع سیمان، واحد آب و برق، پالایشگاه‌ها و صنایع کاغذ مصرف می‌شود. به دلیل این‌که این سوخت به تنهایی مواد فرار کافی برای ایجاد شعله ندارد به نسبت ۷۰ درصد زغال ۳۰ درصد کک استفاده می‌شود. در صنایع سیمان نیز به دلیل وجود گوگرد فراوان در کک، باعث عدم نیاز به افزودن گوگرد جداگانه به سیمان را دارد که سوخت مناسبی محسوب می‌شود.
از کک نفتی با کیفیت متوسط نیز به عنوان منبع کربن در صنایع تولید آلیاژهای مختلف استفاده می‌شود که به عنوان یک افزودنی محسوب می‌شود. مصرف دیگر آن به صورت تکلیس شده‌است که در صنایع آلومینیوم، الکترود کوره ذوب قوس الکتریکی، الکترود گرافیتی و تولید پیگمنت تیتانیوم دی‌اکسید کاربرد دارد. نکته مهم و راهبردی در این قسمت این است که وجود گوگرد سبب خوردگی سریع الکترود و تورم شده که باعث شکستگی سریع الکترود می‌شود. همچنین وجود فلزات نظیر نیکل و وانادیوم در کک سبب اکسید شدن سریع آند در صنعت است.
|       | پارامتر                  | تأثیر                                                                                               |
| ----- | ------------------------ | --------------------------------------------------------------------------------------------------- |
| مزایا | ارزش حرارتی بالا         | بهبود احتراق زغال در نتیجه اختلاط با کک نفتی کاهش هزینه به ازای واحد تولید انرژی                    |
| مزایا | مواد فرار کم             | کاهش هزینه کنترل خاکستر                                                                             |
| مزایا | پایین بودن اندیس خرد شدن | سبب کاهش هزینه‌های نگهداری و هزینه پودر نمودن محصول می‌شود                                            |
| معایب | میزان بالای گوگرد        | تولید مقادیر زیاد جامدات که هزینه مصرف و کنترل آن را بالا می‌برد سبب ایجاد مشکل باران‌های اسیدی می‌شود |
| معایب | بالابودن میزان وانادیم   | سبب ایجاد رسوب و مشکلات خوردگی می‌شود                                                                |